# Reptadeonella cellulanus
Reptadeonella cellulanus är en mossdjursart som beskrevs av Tilbrook, Hayward och Gordon 200. Reptadeonella cellulanus ingår i släktet Reptadeonella och familjen Adeonidae. Inga underarter finns listade i Catalogue of Life.